# فرحان أحمد
فرحان أحمد (بالإنجليزية: Farhan Ahmad)‏ هو منافس ألعاب قوى باكستاني، ولد في 11 سبتمبر 1990.

## وصلات خارجية
- فرحان أحمد على موقع الاتحاد الدولي لألعاب القوى (الإنجليزية)